# ساندرا هس
ساندرا هس (و. 1968  م) هي ممثلة أفلام سويسرية، ولدت في زيورخ.

## وصلات خارجية
- ساندرا هس على موقع IMDb (الإنجليزية)
- ساندرا هس على موقع روتن توميتوز (الإنجليزية)
- ساندرا هس على موقع قاعدة بيانات الأفلام العربية
- ساندرا هس على موقع ألو سيني (الفرنسية)
- ساندرا هس على موقع أول موفي (الإنجليزية)
- ساندرا هس على موقع قاعدة بيانات الأفلام السويدية (السويدية)
- ساندرا هس على موقع قاعدة بيانات الفيلم (الإنجليزية)
- ساندرا هس على موقع ليتربوكسد (الإنجليزية)
- ساندرا هس على موقع كينوبويسك (الروسية)